# 南海7100系電車
南海7100系電車（なんかい7100けいでんしゃ）は、南海電気鉄道が1969年より南海本線系統向けに導入した電車である。1973年（昭和48年）の架線電圧1500 Vへの昇圧において、戦前から戦後まもない時期に製造された600 V専用の1201形・1551形・2001形・1501形を置き換えるべく、7000系のマイナーチェンジ車として登場した。

## 概要
7100系は7000系に対して乗降時分短縮のため客用ドアを両開きに変更し、客室側窓の開閉方法も操作性向上の観点から一段下降式に変更されており、その他台車など、細部の変更を行っている。側扉は幅1,300 mmの両開き、側窓は850 mm × 850 mmの1段下降窓を採用し、戸袋窓は廃止された。台車はS形ミンデン台車に変更され、電動台車がFS-376、付随台車がFS-076となった。
1969年（昭和44年）から1973年（昭和48年）にかけて近畿車輛・東急車輛製造で152両が製造された。この両数は2009年（平成21年）まで南海の車両史上最も多かった。
2015年（平成27年）10月に7000系が引退したことにより片開きがなくなり本線を走る通勤車両は本系列を含めすべて両開きとなった。7100系は2015年の7000系引退後も南海本線・空港線・和歌山港線・加太線・多奈川線で現在も使用されており、引退前の7000系と同じく特急「サザン」の自由席車両として運行されることもある。
高野線に導入された6100系（現：6300系）は本系列のステンレス車体バージョンである。

## 製造

### 1次車
1次車 (7101F - 7117F)はモハ7101形（Mc, 制御電動車）+サハ7851形（T, 付随車）+サハ7851形（T）+モハ7101形（Mc）の4両編成×9本が製造された。このグループは非冷房で登場し、7000系登場時と同じく菱形パンタグラフを使用していた。一部の編成は落成後高野線に一時的に配属されていたことがあるが、これは6100系車両の導入予定年度が1969年（昭和44年）度になる予定であったものが、1970年（昭和45年）度にずれ込んだためである。
後述の冷房化改造が施工された後は2次車以降と併結可能となったが、実際には改造済みの4両編成を分割の上、さらに別の4両編成と組成して6両編成で運用されることがほとんどであった（非冷房編成はそのまま4連で運用され、難波方先頭車への貫通幌も装着されなかった）。
方向幕は1978年（昭和53年）に同系4次車・6100系4次車・22000系3次車から取り外した前面のみのタイプを設置していたが、冷房化完了後の1983年（昭和58年）から1984年（昭和59年）にかけて側面にも設置して外観美を統一した。1985年（昭和60年）より1次車を対象とした局部更新工事が開始されたものの施工は半数の18両にとどまった。
7100系1次車は非冷房車だったが、後の車体更新の際に冷房装置を搭載した（ただし、7100系1次車は大掛かりな車体更新をしていない）。
1次車は更新工事が施工される時期に、当初の計画が見直され一部編成の廃車が始まった。その際、4両編成×3本のうち1編成が2両ずつに分けられ、残りの2編成に振り分け6両固定編成となった。編成組替と同時に新塗装へ塗装変更されており、6100系（現：6300系）中間改造車と同様、編成中間に入る先頭車は帯の塗装を中間車に揃えて前面を無塗装にする処置がなされた。

### 2次車以降
1970年（昭和45年）から1973年（昭和48年）にかけて製造された2 - 6次車 (7121F - 7197F) は急行運用を中心に使用する目的で製造されたため、新製時より冷房を搭載している。これらのグループは4両編成とモハ7101形 (Mc) +クハ7951形（Tc, 制御車）の2両編成が製造されている。7100系2次車は登場当初から冷房車である。
方向幕は2・3次車は搭載していなかったが、1972年（昭和47年）製造の4次車は前面のみ付けられ、1973年（昭和48年）製造の5・6次車は側面にも方向幕を付けている（後に全車設置）。6次車は昇圧後の1973年（昭和48年）10月に竣工したため1500 V単電圧仕様となっている。また、連結器のジャンパ栓（受）も3本から4本に増設されており、1次車とは区別が明確になった。
モハ7101形は製造過程で、当時非冷房だった1次車と区分するために7119と7120が欠番となった。またMc+T+T+McとMc+Tcの6両単位で作られたため、7124以降は4の倍数の車番が欠番。最終7197Fは2両組成のため7198も欠番になっている。サハ7851形は製造過程で7898まで達し、これ以上増やすと7900台に入りクハ7901形と番号が重複するため7899と7900は欠番、形式より若い車番 (7843 - 7850) が振られた。

## 改造

### 冷房化改造
1979年（昭和54年）から1982年（昭和57年）にかけて冷房化改造が行われ、この際に下枠交差形パンタグラフに交換されている。

### 更新工事
1989年（平成元年）より全編成を対象とした更新工事が行われており、側面綱体をブロック工法により取替、外板・屋根鋼板の全面張替、内張デコラの新調、床材の取替、種別・行先表示器の設置が行われた。この時期に更新されたのは2次車以降の一部編成（4両編成の7133F・7137F・7153F、2両編成の7127F・7131F・7143F）のみで、1次車の更新は見送られた。主な特徴として、座席の長さが変更されておらず7000系と同じ小型の方向幕を採用している。
1990年（平成2年）後半になると、従来の更新内容に加え排障器の設置、乗務員室の車掌台側に仕切戸の設置、大型化された方向幕の設置、車椅子スペースの設置が新たに施された。前頭部貫通扉への車番貼り付けは更新時には行われなかったが、新塗装が採用された後に随時貼り付けされた。
1992年（平成4年）3月19日からは、7173Fに青と橙色の帯を纏った新塗装が南海一般車において初めて施された。側面の「NANKAI」ロゴは過度期の旧デザインであったが、翌年1994年（平成6年）にCI導入で新たなデザインのロゴが採用されたため、同年4月2日出場の7151Fからは新ロゴが使用されている。新ロゴは旧ロゴより横幅が狭くなったため、狭くなった分側面のストライプが延長されている。

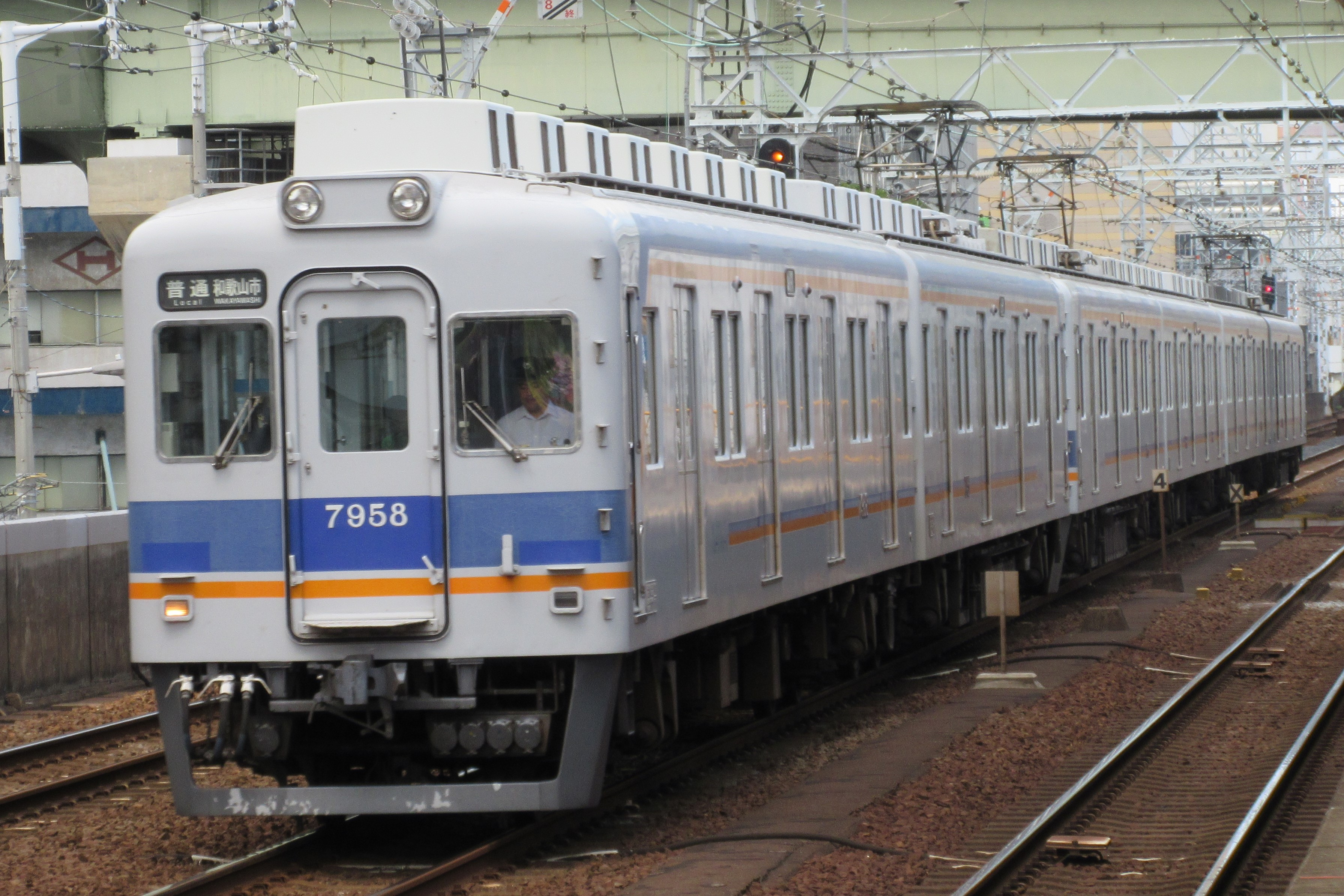
7100系後期更新車 （方向幕の枠が大きい）
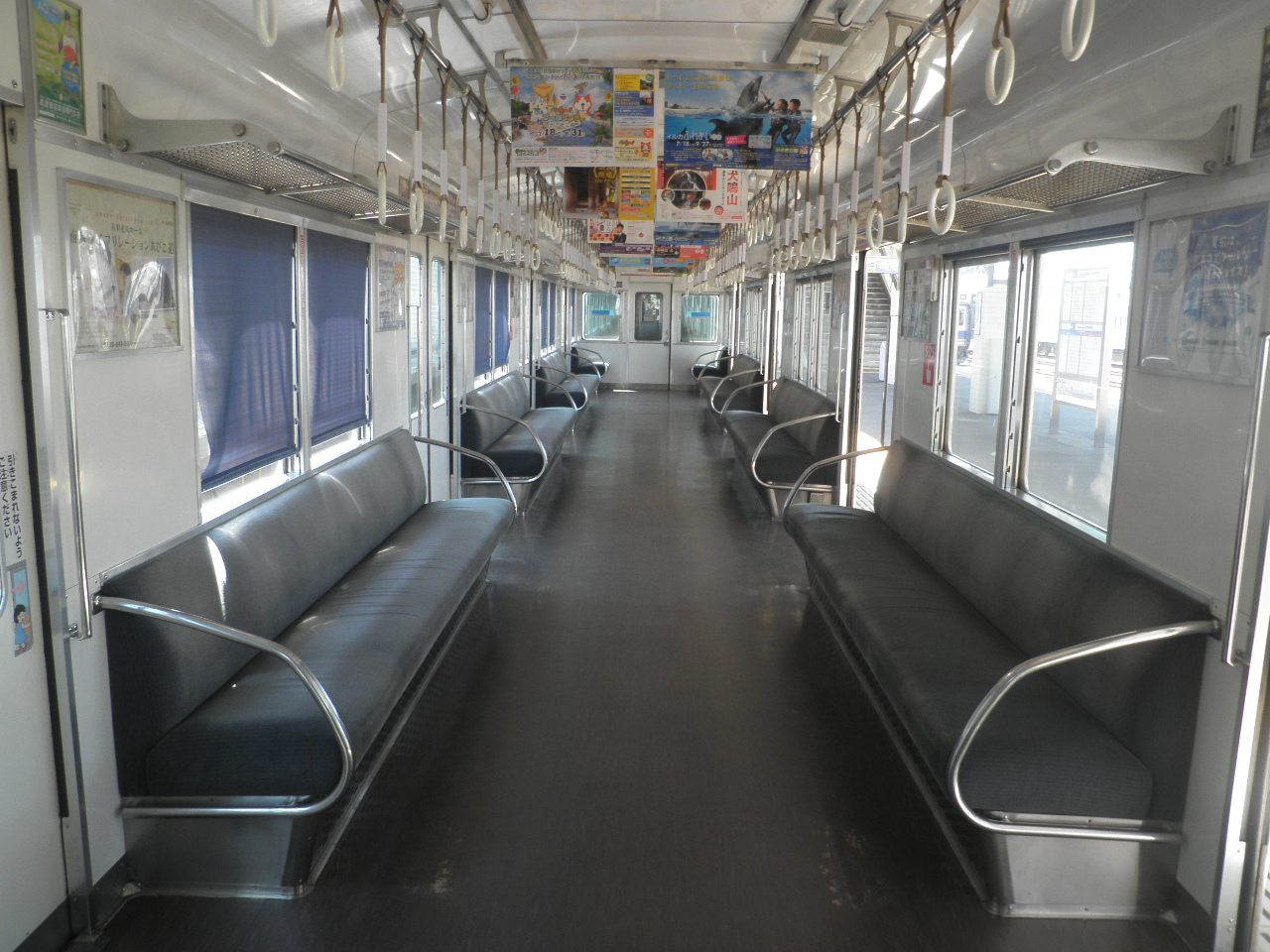
初期更新車の車内 （床敷物の色調が濃い）

### ワンマン対応・局部更新工事
2000年（平成12年）より、各支線（加太線・多奈川線・和歌山港線）におけるワンマン運転が開始されることに向け、2両編成の一部にワンマン対応工事が施工された。主な特徴として自動放送装置、車体横スピーカーが設置されている。
本線での使用も考慮してワンツーマン切替スイッチを設けている。ワンマン改造されていない7100系や7000系との併結運転は可能であるが、営業運転は行われないため難波側の前面貫通幌が撤去されている。
2007年（平成19年）には、初期更新車の一部編成に車体の腐食防止策として局部更新工事が施された。更新内容は、外板の交換および再塗装のみで床板の交換や車椅子スペースや車掌台の仕切り戸の設置は行われていない。

### 標識灯LED化改造工事
2023年（令和5年）より一部編成において標識灯（列車識別灯）のLED化が開始された。最初の工事は7181Fで、2024年（令和6年）9月現在は10編成が改造済みとなっているがなんば側先頭車のみ改造されている編成が多い。同様の改造は6300系にも施工中である。

### 観光列車「めでたいでんしゃ」

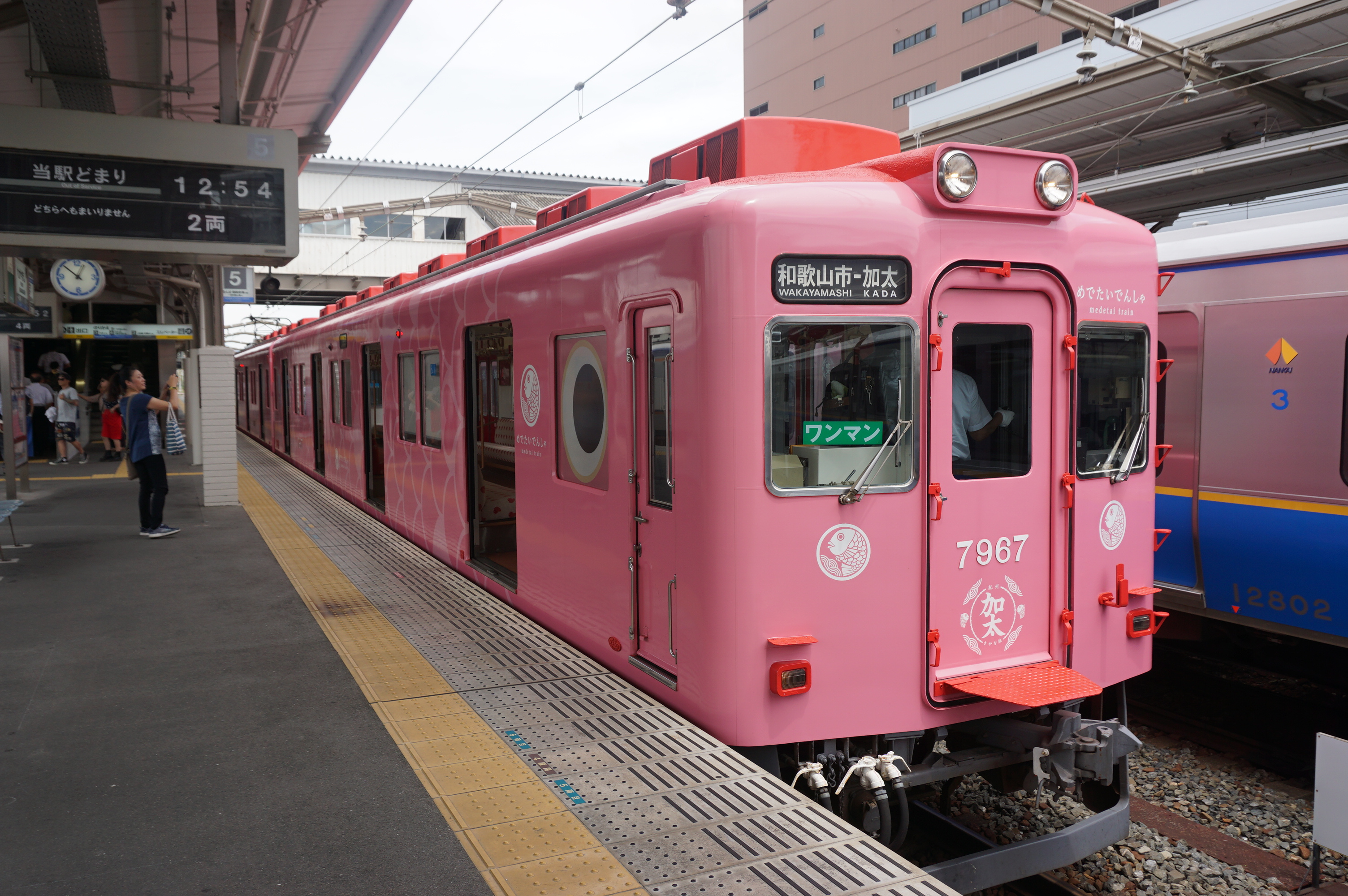
めでたいでんしゃ「さち」

南海電鉄では2014年（平成26年）11月から加太線沿線の魅力を発信するプロジェクト「加太さかな線プロジェクト」を進めてきていたが、その一環として7100系ワンマン車1編成 （7187F）を、加太を代表する海の幸「鯛」をモチーフにした観光列車「めでたいでんしゃ」にリニューアルし、2016年（平成28年）4月29日より運行を開始した。「めでたいでんしゃ」は「加太の鯛」と「淡嶋神社の縁結び」をイメージし、乗るだけでおめでたい気分になる電車、ずっと乗っていたくなるような愛（め）でたくなるような電車、「おめでたい」と「愛でたい」が出会って生まれた電車をコンセプトにしている。内装デザインは魚が車内を泳ぐイメージを表現し、優しさと温かみを感じる車内にした。外装デザインは「加太の鯛」をイメージしたうろこ柄をシンプルに表現し、ピンクを基調とした塗装に変更した。
2017年（平成29年）10月7日から、2編成目となる水色の編成（7167F）が運行を開始した。2018年（平成30年）3月3日から4月8日まで、一般公募で2列車の愛称が募集され4月26日に公表された。それぞれの愛称はピンク色が「さち」、水色が「かい」に決定した。両者の名前を合わせると「海の幸」になり、加太沿線の豊かな海を表している。
また、2018年（平成30年）11月には南海電鉄HPより、「さち」「かい」が正式に結婚することが発表され、同月23日には加太駅構内で結婚イベント『めでたいウェディング』が開催された。翌2019年（平成31年）1月26日には「さち」「かい」の2編成を連結し、『新婚旅行』と銘打って「めでたいでんしゃ」化後初となる難波駅への入線を果たした。
2019年（平成31年）3月には2人の子供として赤色の編成（7197F）が登場することが発表され、同年3月31日に営業運転を開始した。同年7月25日、同編成は「なな」の愛称が与えられた。3編成の「めでたいでんしゃ」の愛称の頭文字を連ねると「さかな」となる。同編成は2021年（令和3年）7月22日から12月末まで（予定）、コラボレーションによりすみっコぐらしのラッピングが追加されている。
2021年（令和3年）8月には4編成目として黒色の編成（7195F）が登場することが発表され、「かしら」の愛称も同時に決定した。同編成は和歌山市出身のミュージシャン・HYDEとのコラボレーション企画として、車内にはHYDEのシルエットやロゴマークも施される。同年9月17日に試乗会を行い、翌18日から営業運転を開始した。なお、「かしら」は「さち」の兄という設定になっている。

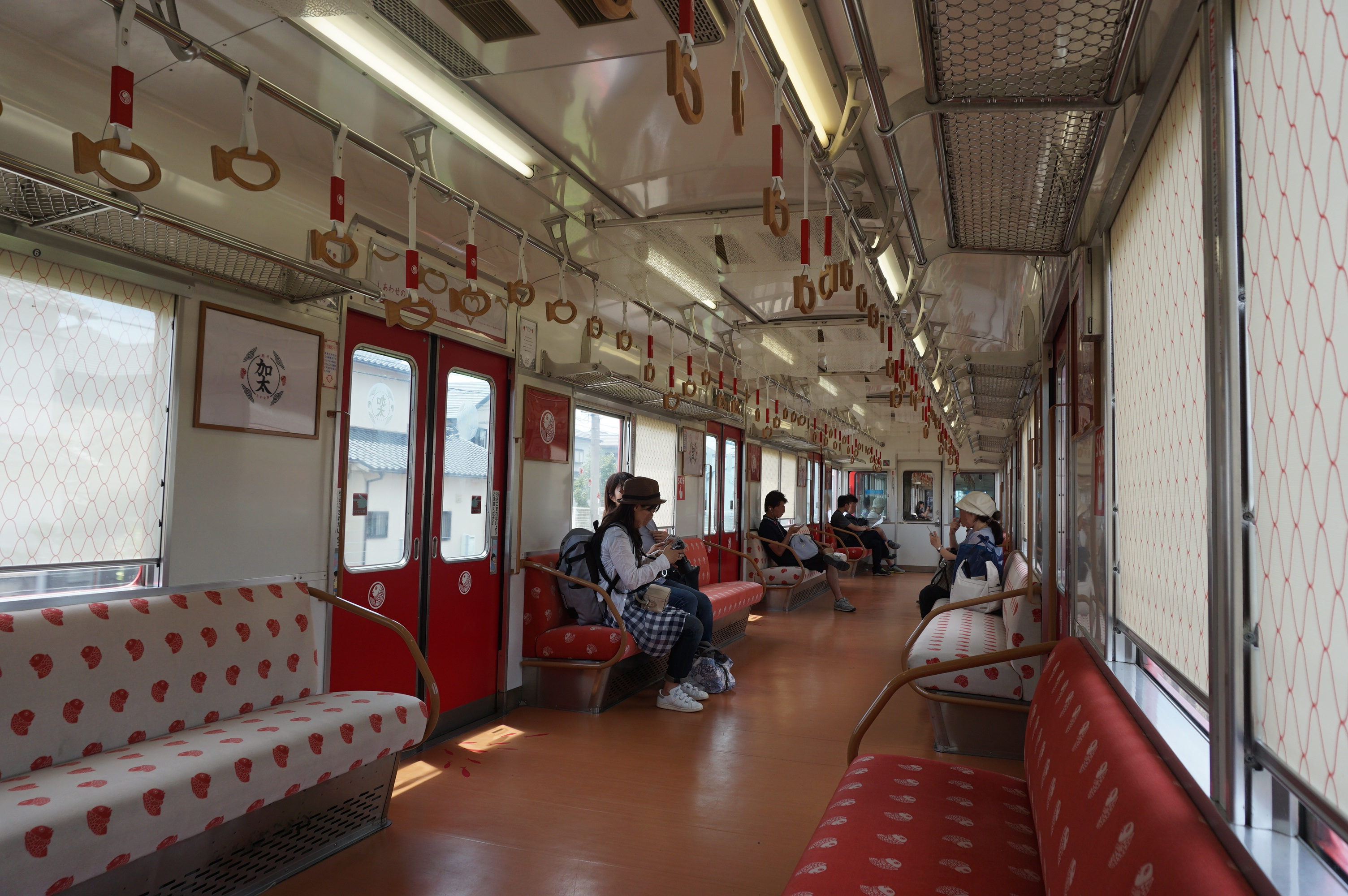
めでたいでんしゃ「さち」の車内
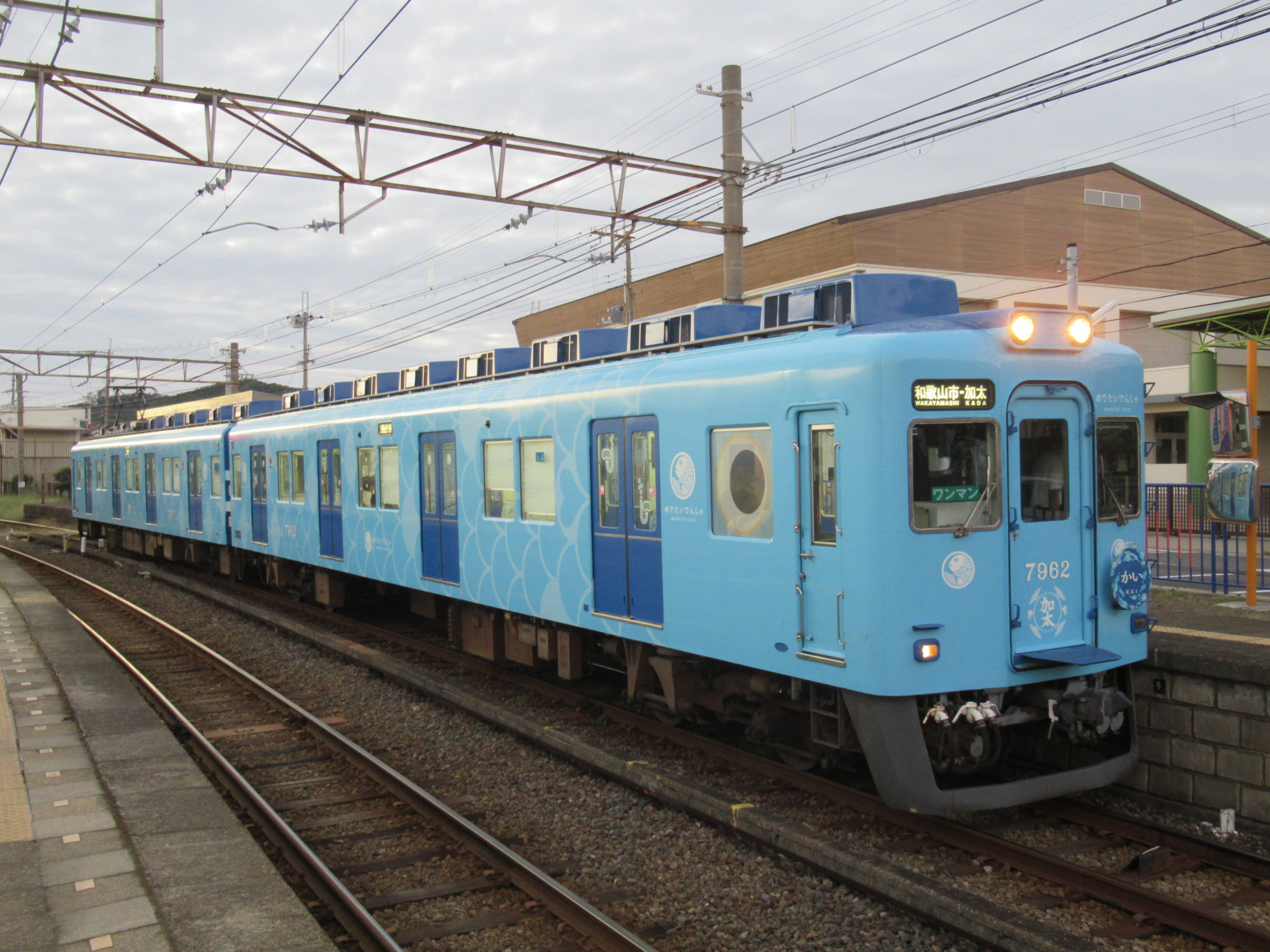
めでたいでんしゃ「かい」
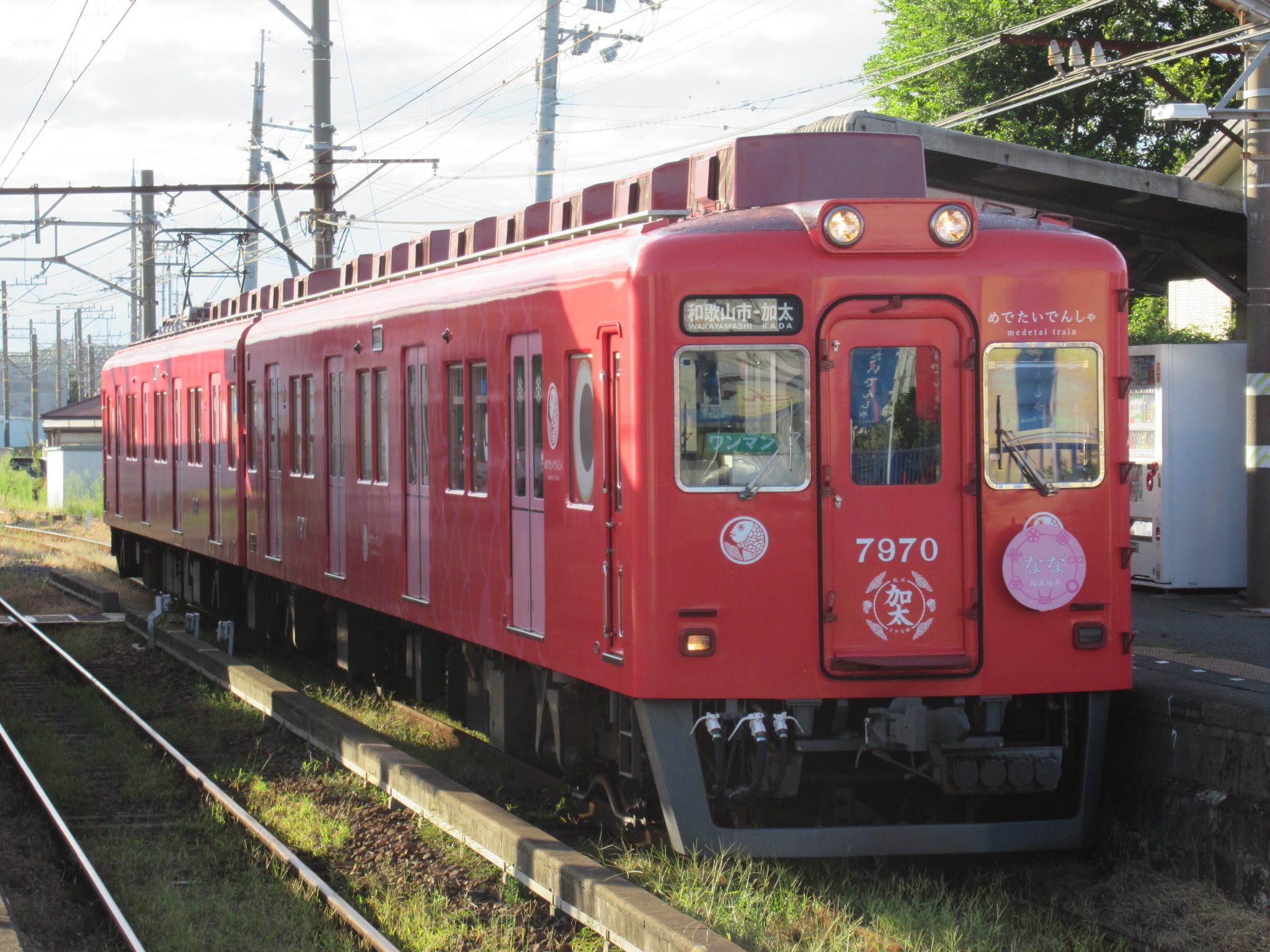
めでたいでんしゃ「なな」
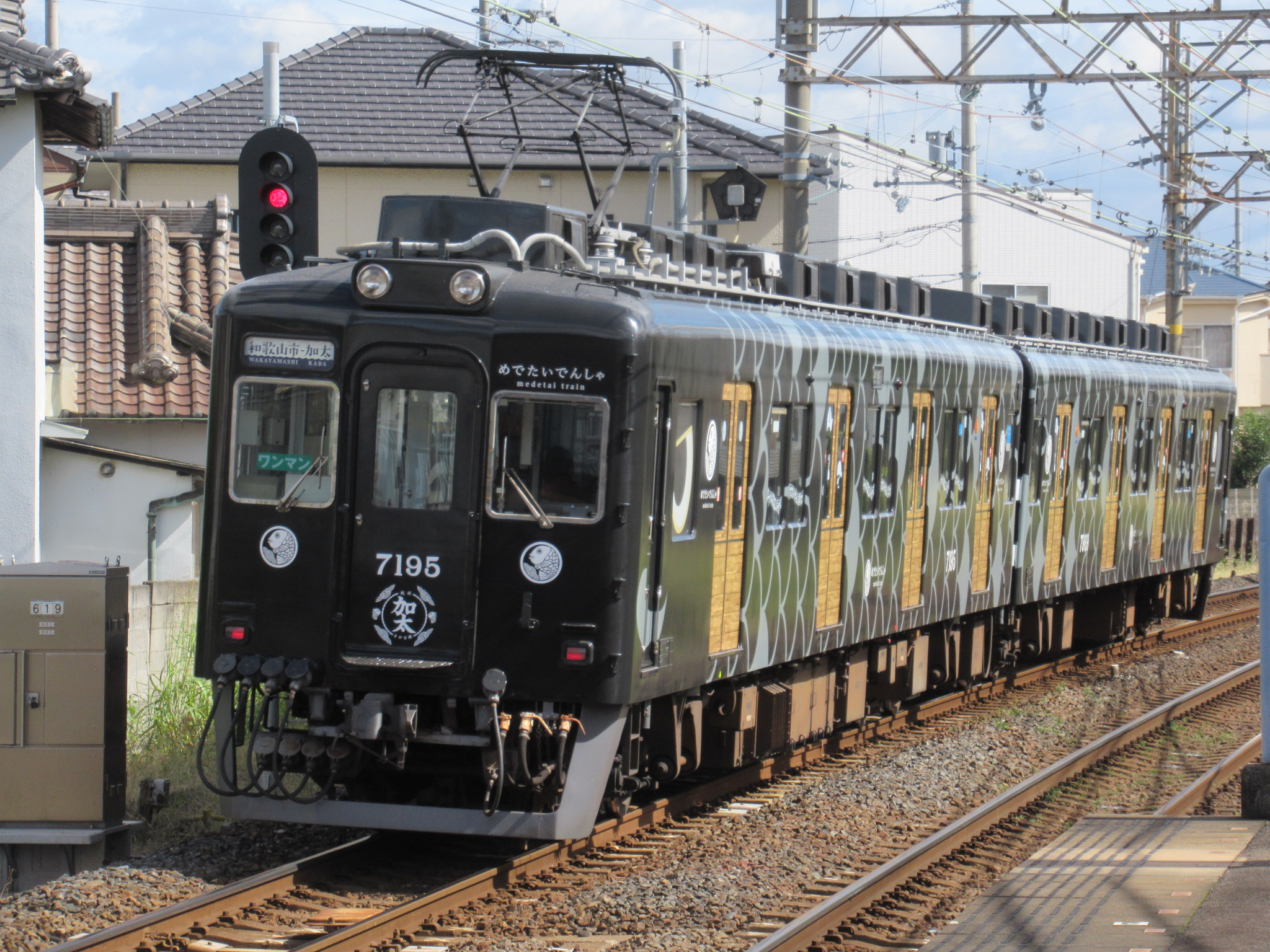
めでたいでんしゃ「かしら」

## 旧塗装リバイバル車両

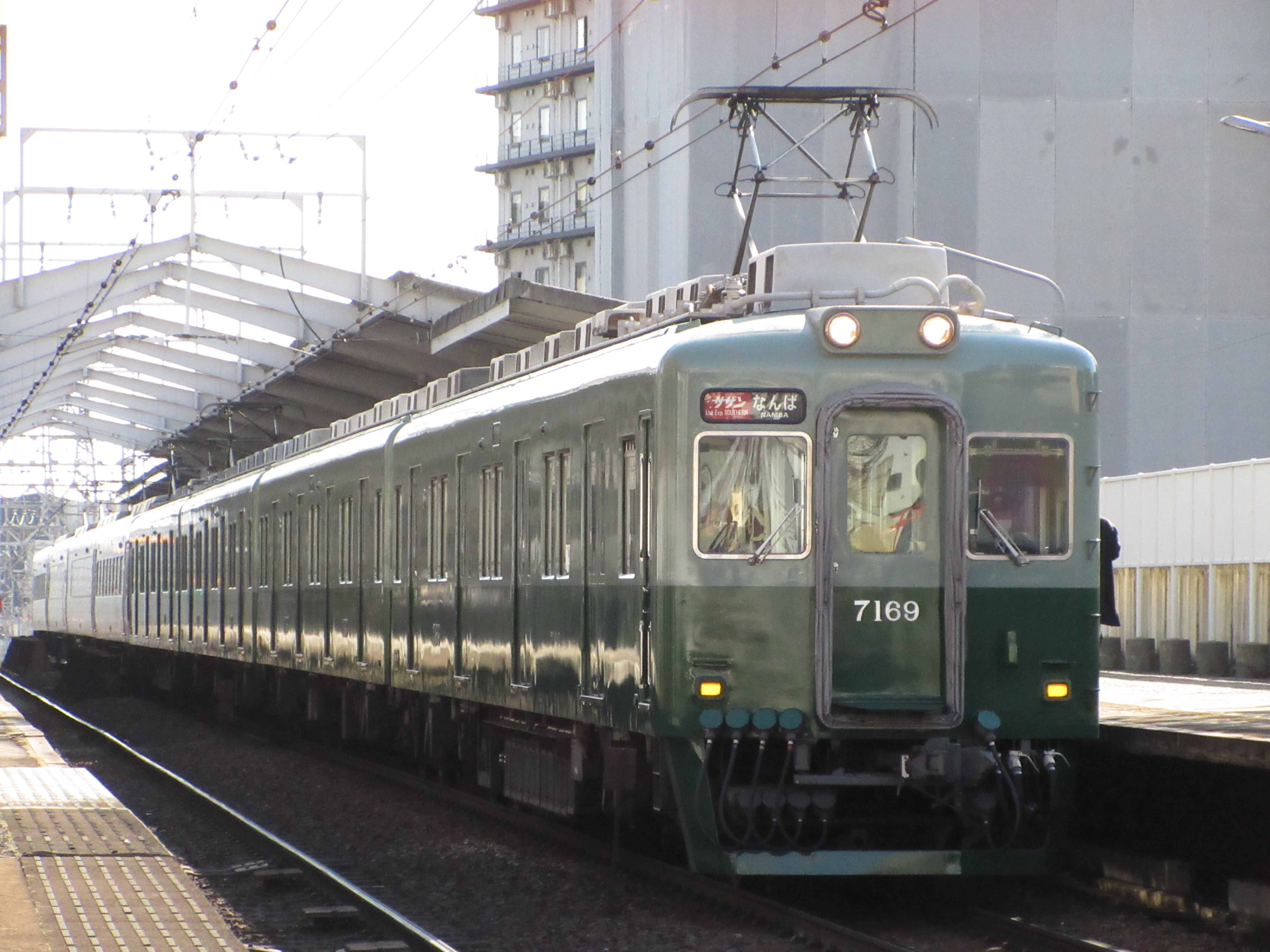
7100系リバイバル塗装車による特急「サザン」
（2025年2月）

2024年（令和6年）8月21日より、7100系4両編成×1本（7169F）がリバイバル復刻塗装となり運行を開始することが発表された。なお、7100系がリバイバル塗装化されるのはこれが初である。しかし、車両運用の都合で1日前倒しの8月20日から運行開始、現行塗装編成との混色での初運用となった。

## 運用
7000系と同じく南海本線・空港線で、空港特急「ラピート」以外の全種別の運用に就くことが可能であるが、先述したように7000系は4両編成単独で運用することがほぼなくなったため、4両編成で普通車に使用されることが多くなった。しかし2005年（平成17年）のダイヤ改正以後、全体的に6両編成の列車が増えたため本系列も6両編成を組成して、急行や区間急行に使用される機会が増えた。
従来、7000系と9000系のみが女性専用車両の対象であったが、2007年（平成19年）8月に実施されたダイヤ改正以降は7100系も対象に加わった。8両編成の運転では、2007年（平成19年）6月からモハ7101形偶数番号車が女性専用車両に設定されたため、8月11日のダイヤ変更以降、従来の7000系との併結による8両編成のほか、7100系単独での8両編成も組成されるようになった。2009年（平成21年）4月時点では、一般的には7000系と連結して8両運転されることが多かったが（この場合、7000系の2両固定編成を2本連結した4両編成との連結時は難波方に、4両固定編成との連結時は和歌山市方に置かれる）、前述の7000系が廃車がされたために、7100系単独での6両・8両編成も組成されることが増えている。旧塗装の時代（7000系冷房化以前）では当時数少ない通勤冷房車だったために1000系（旧）とともにもっぱら6両編成で自由席特急や急行運用に就くことが多かった。
前述のワンマン運転に対応した編成は、加太線・多奈川線・和歌山港線で2200系・2000系とともに使用されるなど、多彩な運用を見せている。しかし、2005年（平成17年）のダイヤ改正で支線用ワンマン編成の運用が減ったため、一時期はワンマン編成の一部が本線でも運用されていた。その際は、ワンマン機器が運行上の支障となる理由から必ず4両固定編成の中間（3・4号車）に組み込まれ6両編成となった状態で運転される。
現在は8300系の導入により車歴の浅い7100系も置き換えが進んでいるが、6000系の置き換えを優先していること、10000系の置き換えが中断されていることから2024年（令和6年）現在においても半数以下が現役である。7100系は前述の局部更新工事を施工している車両が増加している。なお、2012年（平成24年）度導入のATS-PNや防護無線は、原則的に全ての車両に設置している。2017年（平成29年）からは、空港線の需要に対応するため一部編成の乗務員室にタブレット式自動放送装置の設置が進められている。機器取り付けの際に、スペース確保のため助手席を撤去している。

## 廃車
更新開始直後の計画見直しや1000系の増備により、1次車は2003年（平成15年）7月までに全編成が廃車された。廃車時には、編成単位で6両丸ごと廃車されるのではなく、6両編成から中ほどの2両を抜き取り廃車し、残った4両は改めて廃車する手法がほとんどの編成で取られていた。
1次車の廃車時に発生した台車は6100系の6300系化に活用されているほか、制御装置などの各種機器も後年製造・改造されたさまざまな系列に流用されている。なお、電動発電機は水間鉄道1000形（1001編成）に流用された。また、前頭部のドアの車両番号表示は、この1次車のみ廃車まで打たれていなかった。
2000年（平成12年）に住ノ江車庫での事故で4両固定編成であった7161Fのうち、難波方2両が廃車になったが、2013年（平成25年）の時点でも4両編成×18本、2両編成×21本（7161Fの残存車含む）の114両が在籍し、南海で最大の車両数であった。
本線系統において、7100系は7000系についで使用年数が長く製造から50数年に達しており、更新後から数えてもやはり半数以上が30年以上に達している。こちらも徐々に老朽化が目立つようになり、特に窓に関しては、列車同士のすれ違いの際に大きな衝撃が発生することなどが問題となっている。しかしながら製造時期・更新時期ともに7000系より若く、7000系の廃車を優先していることもあり、2003年（平成15年）の元非冷房車全廃後は、2014年（平成26年）まで車両数に変化はなかった。
その後、8300系が2015年（平成27年）10月8日に営業運転を開始したことに伴い、7100系も同年から一部の編成で廃車が発生している。増備等により徐々に廃車となり、在籍数を減らしつつある。2024年（令和6年）4月現在、4両編成×10本、2両編成×11本の62両にまで減少した。2019年（令和元年）10月以降は、高野線6000系の置き換えへ移行しており、本系列の廃車はストップしている状態である。

## 事故による廃車
7101F（7102 - 7852）
1996年（平成8年）3月15日に下り区間急行として運用中に忠岡駅付近の踏切で立ち往生していた自動車と衝突し脱線。6両編成（当時は編成組み換えで7103Fに組み込み）のうち大きく損傷した和歌山市側2両（7102 - 7852）が廃車となった。損傷の少なかった4両（7103F）は、中間に封じ込められていた7104を運転可能な状態に復元し4両編成で復帰した。7103Fは2代目1000系による置き換えが完了するまで運行された。
7161F（7161 - 7889）
2000年（平成12年）7月8日に住ノ江検車区内で暴走し制御不能となり、車止めに乗り上げ脱線した。4両編成のうち難波側2両（7161 - 7889）が損傷し翌年の2001年（平成13年）に廃車となり、残存車2両 (7890 - 7162) は本系列の7123F (7123 - 7951) の2両編成車を難波方に併結して4両編成で運用され、2005年（平成17年）のダイヤ改正以降は上記のワンマン編成 (7167Fもしくは7187F) を組み込んで6両編成となる場合もあり、普通から急行まで充当されていた。2012年（平成24年）4月のダイヤ改正前には自由席特急にも充当された。この変則編成 (7123 - 7951 - 7890 - 7162) は、後述の編成表の通り2015年（平成27年）12月に廃車された。
7185F（全車）
2017年（平成29年）10月22日に、同年発生した台風21号の影響で樽井駅 - 尾崎駅間の男里川橋梁の線路が陥没。橋梁に差し掛かろうとした当編成（下り普通車）が安全確認の下で橋梁を渡りきったが、通過の際に一時的に脱線し床下を破損したため運転中止となった。この時期は7100系の置き換えが進んでいたため、修復を施すことなく4両全車が翌年の2018年（平成30年）2月に廃車された。

## モックアップ
大阪府高石市にある南海電鉄の鉄道研修センターにて、7100系1次車を模した先頭車モックアップが設置されており、社員研修や子供向け体験イベントなどで使用されている。

## 編成表
| ← 難波和歌山港・関西空港 → | ← 難波和歌山港・関西空港 → | ← 難波和歌山港・関西空港 → | ← 難波和歌山港・関西空港 → | ← 難波和歌山港・関西空港 → | ← 難波和歌山港・関西空港 → | ← 難波和歌山港・関西空港 → | ← 難波和歌山港・関西空港 →                            | ← 難波和歌山港・関西空港 →                                              |
| -------------------------- | -------------------------- | -------------------------- | -------------------------- | -------------------------- | -------------------------- | -------------------------- | ----------------------------------------------------- | ----------------------------------------------------------------------- |
| 形式                       | ◇ モハ 7101 （Mc1）        | サハ 7851 （T1）           | サハ 7851 （T2）           | ◇ モハ 7101 （Mc2）        | 竣工                       | 次車区分                   | 廃車                                                  | 備考                                                                    |
| 搭載機器                   | CONT CP                    | MG                         | MG                         | CONT CP                    | 竣工                       | 次車区分                   | 廃車                                                  | 備考                                                                    |
| 車両番号                   | 7101                       | 7851                       | 7852                       | 7102                       | 1969/08/20                 | 1次車                      | 1996/05/12 （7852 - 7102） 1999/11/05 （7101 - 7851） | 7852 - 7102は 踏切事故により廃車                                        |
| 車両番号                   | 7103                       | 7853                       | 7854                       | 7104                       | 1969/08/25                 | 1次車                      | 2003/06/19                                            |                                                                         |
| 車両番号                   | 7105                       | 7855                       | 7856                       | 7106                       | 1969/08/28                 | 1次車                      | 1998/09/21 （7105 - 7855） 2003/06/21 （7856 - 7106） |                                                                         |
| 車両番号                   | 7107                       | 7857                       | 7858                       | 7108                       | 1969/09/04                 | 1次車                      | 1999/11/05                                            |                                                                         |
| 車両番号                   | 7109                       | 7859                       | 7860                       | 7110                       | 1969/09/16                 | 1次車                      | 1998/09/21 （7860 - 7110） 2003/07/15 （7109 - 7859） |                                                                         |
| 車両番号                   | 7111                       | 7861                       | 7862                       | 7112                       | 1969/09/20                 | 1次車                      | 2000/05/31                                            |                                                                         |
| 車両番号                   | 7113                       | 7863                       | 7864                       | 7114                       | 1969/09/01                 | 1次車                      | 2003/06/21                                            |                                                                         |
| 車両番号                   | 7115                       | 7865                       | 7866                       | 7116                       | 1969/09/08                 | 1次車                      | 2000/05/31 （7866 - 7116） 2003/04/09 （7115 - 7865） |                                                                         |
| 車両番号                   | 7117                       | 7867                       | 7868                       | 7118                       | 1969/09/25                 | 1次車                      | 2002/04/19 （7117 - 7867） 2003/04/09 （7868 - 7118） |                                                                         |
| 車両番号                   | 7119 （7121）              | 7869                       | 7870                       | 7120 （7122）              | 1970/06/24                 | 2次車                      |                                                       | 2025年2月27日付で改番。泉北高速鉄道の吸収合併に伴う重複車番整理のため。 |
| 車両番号                   | 7125                       | 7871                       | 7872                       | 7126                       | 1970/07/04                 | 2次車                      | 2018/09/10                                            |                                                                         |
| 車両番号                   | 7129                       | 7873                       | 7874                       | 7130                       | 1970/07/16                 | 2次車                      |                                                       |                                                                         |
| 車両番号                   | 7133                       | 7875                       | 7876                       | 7134                       | 1970/07/01                 | 2次車                      | 2019/06/26                                            |                                                                         |
| 車両番号                   | 7137                       | 7877                       | 7878                       | 7138                       | 1970/07/09                 | 2次車                      |                                                       |                                                                         |
| 車両番号                   | 7141                       | 7879                       | 7880                       | 7142                       | 1971/06/18                 | 2次車                      | 2015/12/03                                            |                                                                         |
| 車両番号                   | 7145                       | 7881                       | 7882                       | 7146                       | 1971/10/02                 | 3次車                      | 2016/10/25                                            |                                                                         |
| 車両番号                   | 7149                       | 7883                       | 7884                       | 7150                       | 1971/10/11                 | 3次車                      | 2017/10/04                                            |                                                                         |
| 車両番号                   | 7153                       | 7885                       | 7886                       | 7154                       | 1972/06/09                 | 3次車                      |                                                       |                                                                         |
| 車両番号                   | 7157                       | 7887                       | 7888                       | 7158                       | 1972/06/19                 | 4次車                      |                                                       |                                                                         |
| 車両番号                   | 7161                       | 7889                       | 7890                       | 7162                       | 1972/06/23                 | 4次車                      | 2001/03/14 （7161 - 7889） 2015/12/08 （7890 - 7162） | 7161 - 7889は 住ノ江車庫構内事故により廃車                              |
| 車両番号                   | 7165                       | 7891                       | 7892                       | 7166                       | 1972/06/30                 | 4次車                      |                                                       |                                                                         |
| 車両番号                   | 7169                       | 7893                       | 7894                       | 7170                       | 1973/05/26                 | 4次車                      |                                                       | リバイバル塗装                                                          |
| 車両番号                   | 7173                       | 7895                       | 7896                       | 7174                       | 1973/06/04                 | 5次車                      | 2019/06/19                                            |                                                                         |
| 車両番号                   | 7177                       | 7897                       | 7898                       | 7178                       | 1973/06/04                 | 5次車                      |                                                       |                                                                         |
| 車両番号                   | 7181                       | 7843                       | 7844                       | 7182                       | 1973/06/04                 | 5次車                      |                                                       |                                                                         |
| 車両番号                   | 7185                       | 7845                       | 7846                       | 7186                       | 1973/06/04                 | 5次車                      | 2018/02/11                                            | 男里川橋梁陥没により損傷、廃車                                          |
| 車両番号                   | 7189                       | 7847                       | 7848                       | 7190                       | 1973/10/24                 | 5次車                      |                                                       |                                                                         |
| 車両番号                   | 7193                       | 7849                       | 7850                       | 7194                       | 1973/10/31                 | 6次車                      | 2015/08/11                                            |                                                                         |

| ← 難波・加太和歌山港・関西空港・多奈川 → | ← 難波・加太和歌山港・関西空港・多奈川 → | ← 難波・加太和歌山港・関西空港・多奈川 → | ← 難波・加太和歌山港・関西空港・多奈川 → | ← 難波・加太和歌山港・関西空港・多奈川 → | ← 難波・加太和歌山港・関西空港・多奈川 → | ← 難波・加太和歌山港・関西空港・多奈川 →  |
| ---------------------------------------- | ---------------------------------------- | ---------------------------------------- | ---------------------------------------- | ---------------------------------------- | ---------------------------------------- | ----------------------------------------- |
| 形式                                     | ◇ モハ 7101 （Mc1）                      | クハ 7951 （Tc）                         | 竣工                                     | 次車区分                                 | 廃車                                     | 備考                                      |
| 搭載機器                                 | CONT CP                                  | MG                                       | 竣工                                     | 次車区分                                 | 廃車                                     | 備考                                      |
| 車両番号                                 | 7123                                     | 7951                                     | 1970/06/24                               | 2次車                                    | 2015/12/08                               | 7890 - 7162と変則4両編成を組成            |
| 車両番号                                 | 7127                                     | 7952                                     | 1970/07/04                               | 2次車                                    | 2019/06/14                               |                                           |
| 車両番号                                 | 7131                                     | 7953                                     | 1970/07/09                               | 2次車                                    |                                          |                                           |
| 車両番号                                 | 7135                                     | 7954                                     | 1970/07/01                               | 2次車                                    |                                          |                                           |
| 車両番号                                 | 7139                                     | 7955                                     | 1970/7/19                                | 2次車                                    | 2017/03/07                               |                                           |
| 車両番号                                 | 7143                                     | 7956                                     | 1971/10/02                               | 3次車                                    |                                          |                                           |
| 車両番号                                 | 7147                                     | 7957                                     | 1971/10/22                               | 3次車                                    | 2017/03/07                               |                                           |
| 車両番号                                 | 7151                                     | 7958                                     | 1971/10/22                               | 3次車                                    | 2016/08/30                               |                                           |
| 車両番号                                 | 7155                                     | 7959                                     | 1972/06/09                               | 3次車                                    |                                          |                                           |
| 車両番号                                 | 7159                                     | 7960                                     | 1972/06/19                               | 4次車                                    |                                          |                                           |
| 車両番号                                 | 7163                                     | 7961                                     | 1972/06/23                               | 4次車                                    | 2019/06/14                               |                                           |
| 車両番号                                 | 7167                                     | 7962                                     | 1972/06/30                               | 4次車                                    |                                          | めでたいでんしゃ「かい」 （2017/10/07）   |
| 車両番号                                 | 7171                                     | 7963                                     | 1973/05/26                               | 4次車                                    | 2017/08/23                               |                                           |
| 車両番号                                 | 7175                                     | 7964                                     | 1973/06/04                               | 5次車                                    | 2016/08/30                               |                                           |
| 車両番号                                 | 7179                                     | 7965                                     | 1973/06/04                               | 5次車                                    |                                          |                                           |
| 車両番号                                 | 7183                                     | 7966                                     | 1973/06/04                               | 5次車                                    | 2017/08/23                               |                                           |
| 車両番号                                 | 7187                                     | 7967                                     | 1973/06/04                               | 5次車                                    |                                          | めでたいでんしゃ「さち」 （2016/04/29）   |
| 車両番号                                 | 7191                                     | 7968                                     | 1973/06/04                               | 5次車                                    |                                          | 支線用ワンマン対応編成                    |
| 車両番号                                 | 7195                                     | 7969                                     | 1973/10/02                               | 5次車                                    |                                          | めでたいでんしゃ「かしら」 （2021/09/18） |
| 車両番号                                 | 7197                                     | 7970                                     | 1973/10/31                               | 6次車                                    |                                          | めでたいでんしゃ「なな」 （2019/03/31）   |

凡例
- CONT：主制御器
- MG：電動発電機
- CP：空気圧縮機
- 太字：初期更新車
- 下線：ワンマン運転対応車